# تبلور تجزيئي (كيمياء)

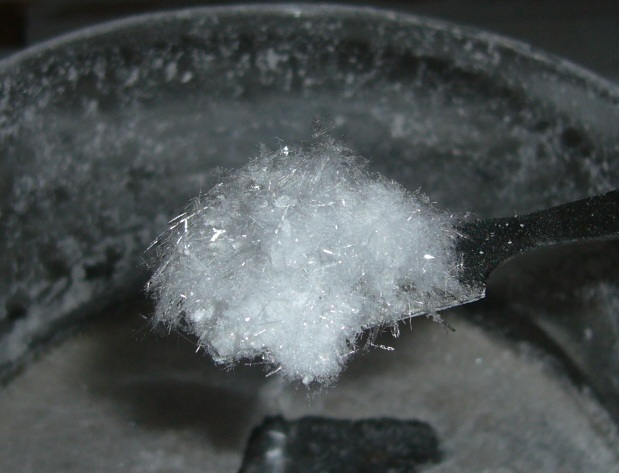
تبلور جزيئي

التبلور التجزيئي في الكيمياء هو تقنية من تقنيات الفصل المستخدمة والمعتمدة على التحول بين الطورين السائل والصلب مع حدوث عملية تجزئة عن طريق اختلاف درجة حرارة التبلور، الأمر الذي يمكن من تنقية مزيج (خليط) متعدد المكونات، طالما لا توجد مادة مكونة قادرة على إذابة مكون آخر.
تستخدم فيها هذه التقنية في فصل الأحماض العضوية عن بعضها على سبيل المثال.